# Matt O'Leary
Pour les articles homonymes, voir O'Leary.
Matt O'Leary, est un acteur américain né le 6 juillet 1987 à Chicago (Illinois).

## Biographie
Matthew ou ‘‘Matt’’ Joseph O'Leary est un acteur américain, né le 6 juillet 1987 à Chicago dans l'Illinois. Il a fait ses débuts dans le film original de Disney Channel conçu pour la télévision, Chasseurs de vampire (2000), et a continué à jouer dans le thriller L'Intrus (2001) aux côtés de John Travolta. Il a également eu des rôles de soutien dans Frailty (2001) et le film néo-noir indépendant Brick (2005). En 2011, il a joué aux côtés de Rachael Harris dans le film indépendant acclamé par la critique Natural Selection, suivi d'un rôle principal dans Fat Kid Rules the World (en) (2012). Il a eu un rôle mineur dans Lone Ranger : Naissance d'un héros (2013) de Gore Verbinski et des rôles principaux dans les films d'horreur Stung (en) (2015) et Bokeh (2017).

## Filmographie

### Cinéma
- 2001 : L'Intrus : Danny Morrison
- 2001 : Emprise : Fenton jeune
- 2002 : Spy Kids 2 : Espions en herbe : Gary Giggles
- 2003 : Spy Kids 3 : Mission 3D : Gary Giggles
- 2004 : Alamo : l'homme dans le magasin
- 2005 : Brick : le cerveau
- 2005 : Jeux de gangs : Eric
- 2007 : Die Hard 4 : Retour en enfer : Clay
- 2007 : Death Sentence : Joe Darley
- 2008 : Solstice : Mark
- 2008 : American Son : Jake
- 2009 : Anytown : Brandon O'Leary
- 2009 : Sœurs de sang : Garret
- 2010 : Mother's Day : Jonathan Koffin
- 2011 : Natural Selection : Raymond
- 2011 : Time Out : Moser
- 2012 : Fat Kid Rules the World : Marcus
- 2012 : Eden : Vaughan
- 2013 : Lone Ranger : Naissance d'un héros : Skinny
- 2013 : American Stories (Pawn Shop Chronicles) : Lamar
- 2013 : Drones : Jack Bowles
- 2013 : Two-Bit Waltz : Max
- 2014 : Time Lapse : Finn
- 2015 : ToY : la prostituée trans
- 2017 : Bokeh de Geoffrey Orthwein et Andrew Sullivan : Riley
- 2018 : Skyscraper de Rawson Marshall Thurber : un hacker

### Télévision
- 2000 : Chasseurs de vampire : Adam Hansen
- 2005 : Warm Springs : Fred Botts
- 2005 : New York, section criminelle : Ethan Garrett (2 épisodes)
- 2008 : Eleventh Hour : Bobby (1 épisode)
- 2008-2009 : Les Experts : Dan Forrester (3 épisodes)
- 2011 : Cinema Verite : Cameron
- 2011 : Marcy : Matt (1 épisode)